# 쿠마에
쿠마에(고대 그리스어: Κύμη (Kumē)[*] 또는 고대 그리스어: Κύμαι (Kumai) 또는 고대 그리스어: Κύμα (Kuma); Cuma)는 티레니아해 해안가에 있는 마그나 그라이키아의 옛 도시이다. 기원전 8세기에 에우보이아에서 온 거주민들에 의해 세워진 쿠마이는 이탈리아 반도에 세워진 최초의 그리스 식민지 및 쿠마에 무녀가 있던 곳이다. 도시의 잔해는 이탈리아 캄파니아주 나폴리현의 바콜리의 프라치오네 쿠마 인근에 있다.

## 초기 역사

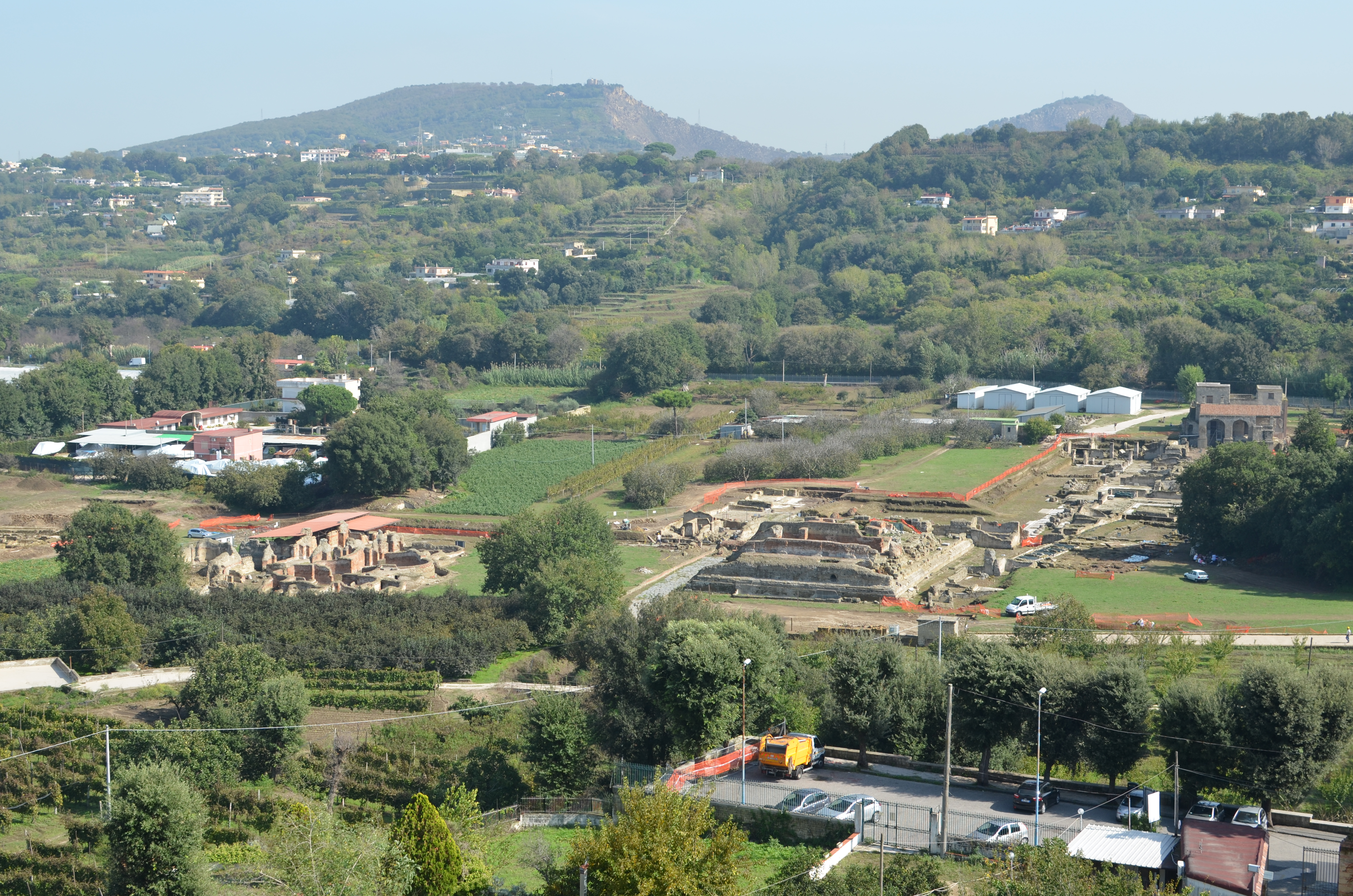
쿠마에 아래에서 바라본 아크로폴리스

그 이전에도 정착지가 있던 쿠마에는 기원전 8세기에 최초 정착자들이 모도시로 서술한 에우보이아의 칼키스와 에레트리아에서 온 에우보이아 출신의 그리스인들이 세웠다고 여겨진다. 그들은 피테쿠사에 (오늘날 이스키아섬)에도 식민지를 세웠으며, 이들은 칼키스의 메가스테네스와 키메의 히포클레스가 이끈 오이키스테스 (정착자)들이였다.
그리스인들은 그들이 대체한 청동기 문명의 토착인들의 주거지에 정착했고, 이들에 대한 흔적은 기이한 전승을 지닌 킴메르인들이라 불린 동굴인들로 보호되고 있다. 이들의 명칭은 에우보이아의 키메 반도를 나타낸다. 이 식민지는 식민지인들이 사용한 지방의 변형된 그리스 문자인 에우보이아 문자가 전래된 이탈리아 반도의 진입점이며, 이 문자는 에트루리아인들이 받아들이고 수정하였고, 그 뒤에는 로마인들 역시 그리하여 오늘날 전세계에서 사용되는 라틴 문자가 되었다.
식민지는 번창하였다. 기원전 8세기에는 시칠리아의 잔클레의 설립자들인 페리에레스와 그의 무리들을 보낼 정도로 충분히 강했으며, 또 다른 파견대는 파우사니아스가 말했던 아카이아의 트리테이아를 세우고 돌아왔다. 기원전 6세기와 7세기에는 영향력이 쿠마에 지역을 넘어, 푸테올리와 미세눔을 흔들어냈고, 그리고나서 기원전 470년에 네아폴리스를 세웠다. 이 모든 사실들은 그후로도 오랜 기간 상기되었으며, 저술서에서 쿠마에의 첫 동시대 언급은 투키디데스의 것이였다.
쿠마에 그리스인들의 커저가는 힘은 그 지역 일대의 토착 부족들이 그들에 맞서 연합하게 하였고, 특히 카푸아의 에트루리아의 지휘하에 다우니족과 아우룬키족이 그랬다. 이 동맹은 기원전 524년에 귀족정을 무너트리고 스스로 참주에 올랐다가 암살당한 말라쿠스라고 불린 아리스토데무스가 이끄는 쿠마에군에게 패배했다.
로마인과 쿠마에인 사이의 접촉은 아리스토데무스 집권 시기에 기록되었다. 리비우스는 로마와 클루시움 사이 전쟁 바로 이전에, 로마 원로원은 로마가 포위당할 것을 예상하고 곡물을 구입하기 위해 쿠마에에 사절을 파견했다고 한다. 또한 로마의 전설적인 마지막 왕 루키우스 타르퀴니우스 수페르부스는 레길루스 호수 전투 이후 쿠마에에서 아리스토데무스에게 망명 생활을 했었고 기원전 495년 그곳에서 사망했다. 리비우스는 아리스토데무스가 타르퀴니우스의 후계자가 되었으며, 기원전 492년에 로마의 사절단이 곡물을 구입하러 쿠마에에 갔을때, 아리스토데무스는 타르퀴니우스의 망명 당시에 빼앗긴 그의 재산이라고 하여 사절의 종들을 가져갔다고 했다.
아리스토데무스 통치 시기에 쿠마에의 군대는 클루시움의 에트루리아 군대를 패배시키기 위해 라틴 동맹의 도시 아리키아를 도왔다.
쿠마에와 시라쿠사의 연합 함대가 기원전 474년 쿠마에 해전에서 에트루리아군을 무찔렀다.

## 오스키족과 로마령 쿠마에

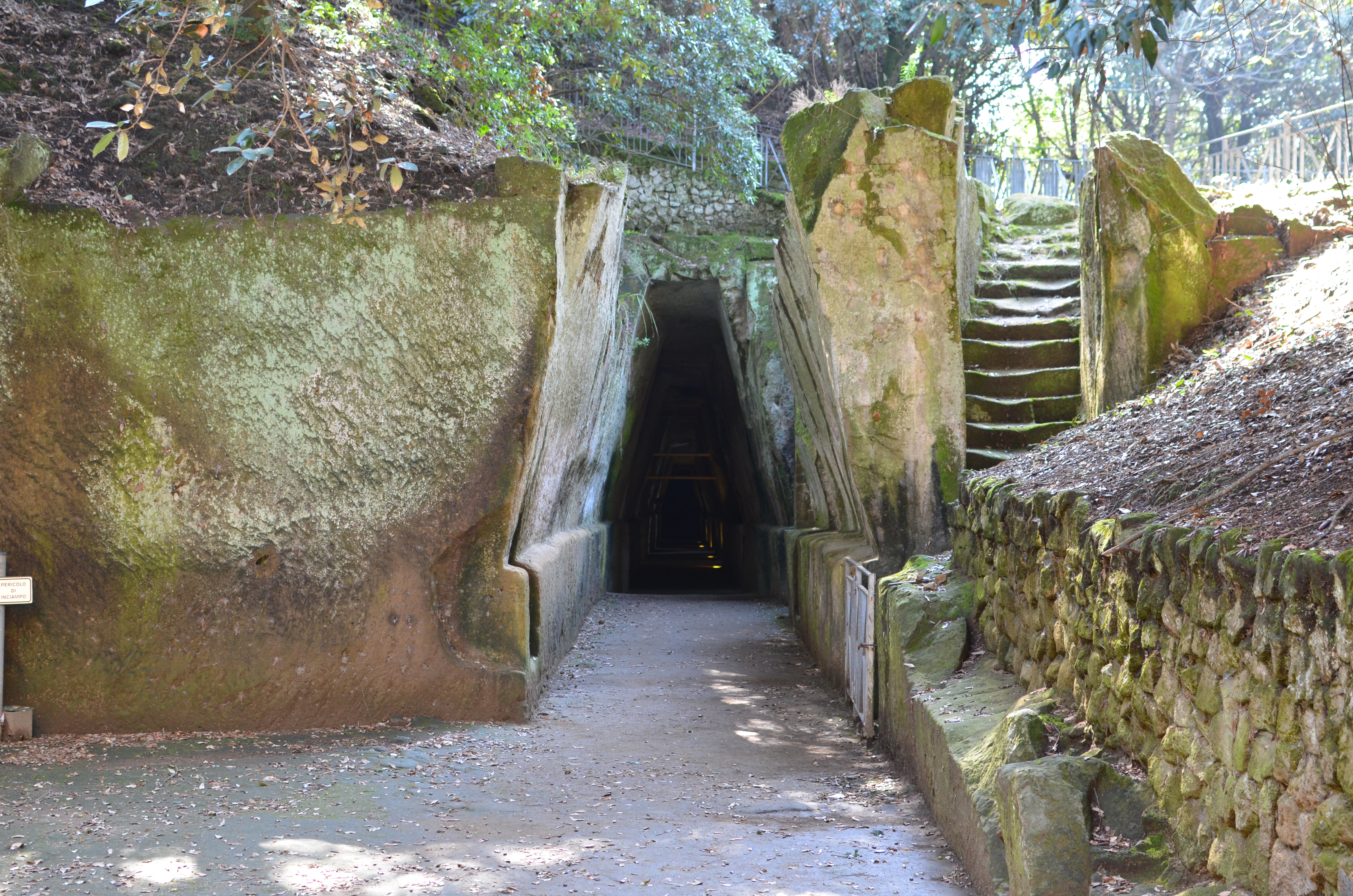
무녀의 동굴 입구

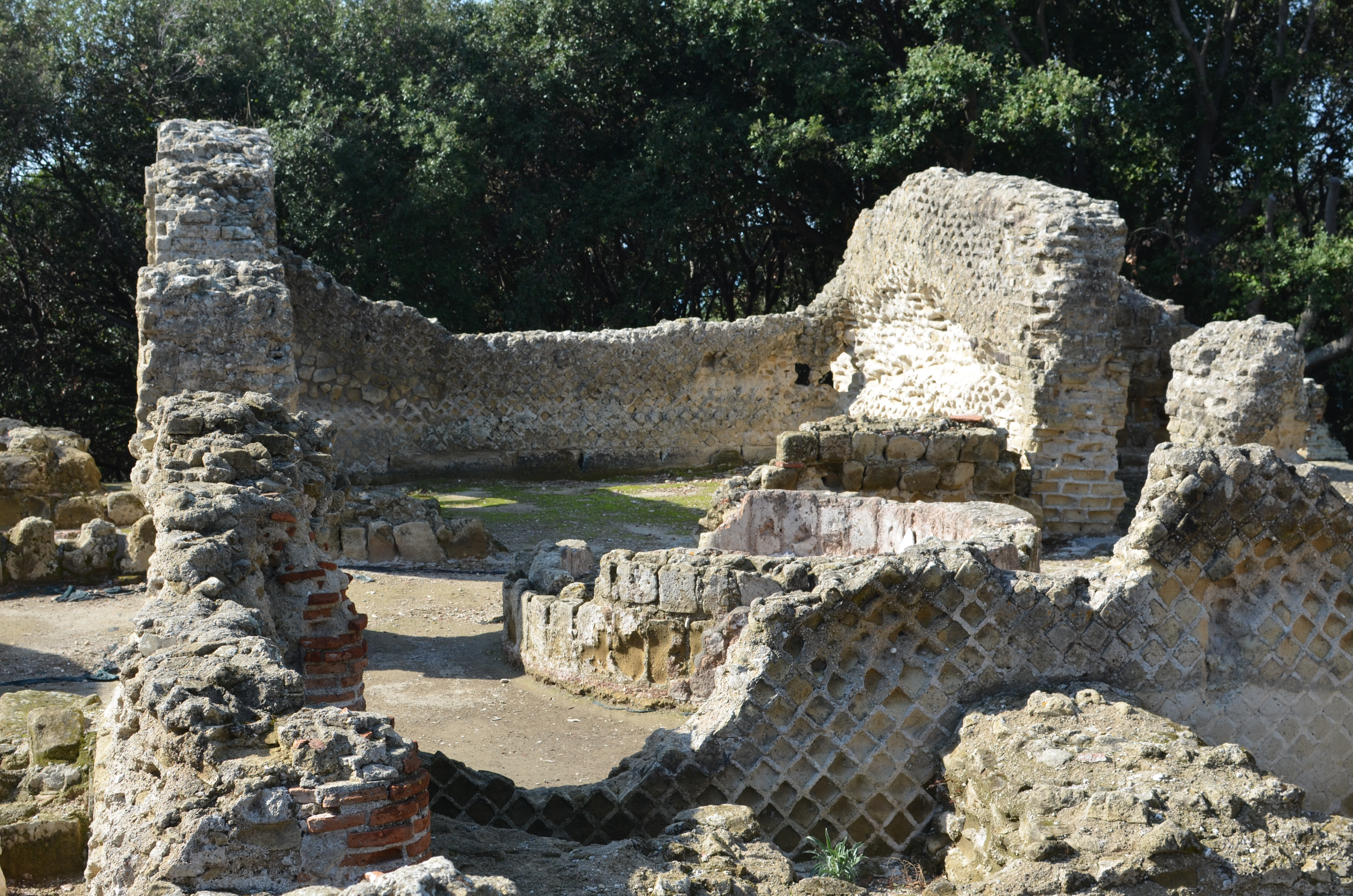
쿠마에의 제우스 신전은 초기 기독교 바실리카로 개조되었다. 세례대가 건물의 뒷편에서 여전히 볼 수 있다.

쿠마에의 그리스 시기는 오스키족들이 성벽을 넘어 도시를 점령하고, 교외 지역을 약탈한 기원전 421년에 막을 내렸다. 일부 생존자들은 네아폴리스로 달아났다. 쿠마에는 카푸아와 같이 로마의 통치하에 들어왔고 338년에 부분적인 시민권인 키비타스 시네 수프라기오가 부여되었다. 제2차 포에니 전쟁 당시에 로마 정부로부터 반란을 일으키려는 유혹에도 불구하고 티베리우스 세프로니우스 그라쿠스의 지휘하에서 한니발의 포위를 버텼다.
쿠마에의 기독교의 이른 존재는 2세기의 작품 헤르미스의 목자에서 나타나는데, 여기서 작가는 쿠마의 공동체의 교회 장로에게 성경을 읽도록 위탁한 교회와 동일시 여겨지는 여성의 시점에서 이야기를 전개한다. 4세기 말에 쿠마에의 제우스 신전은 기독교 바실리카로 바뀌었다.
쿠마에 주교로 기록된 첫 인물은 465년 로마의 교황 힐라리오가 소집한 교회 회의 인물 중 한 명인 아데오다투스 (Adeodatus)였다. 또다른 인물로는 교황 펠릭스 3세가 콘스탄티노폴리스로 보낸 두 사절 중 한 명인 미세누스 (Misunus)으로, 그곳에서 감금되어 베드로 몽구스와 다른 단성론자들이 아카키우스 분열을 일으킨 사건인 딥디크에 이름을 올린 성찬예배 의식 중에 콘스탄티노폴리스 총대주교 아카키우스에 의해 강제로 성찬 의식을 받았다. 미세누스는 돌아오는 중에 파문을 당했지만 시간이 흘러 취소되었고 교황 심마코의 두 번의 회의를 통해 쿠마에 주교 직을 맡았다. 교황 그레고리오 1세는 미세눔 주교에게 쿠마에 교구 관리를 맡겼다. 시간이 흘러 미세눔과 쿠마에 둘다 주교구로서 지위가 중단되었고 1207년 쿠마에의 파괴 이후 쿠마에 지역은 아브레사 교구의 일부가 되었다. 따라서 쿠마에는 로마 가톨릭교회의 명목상 교구에 이름이 올려져 있다.
로마의 통치하에서, “평온한 쿠마에”는 고트 전쟁의 재앙까지 조용히 지냈고, 그 이후로 네아폴리스를 제외하면 캄파니아의 유일한 요새화된 도시였던 이곳은 반복적으로 침입을 당했으며, 536년에는 벨리사리우스가 점령했었고, 토틸라도 이곳을 보유했었으며, 나르세스가 쿠마에를 점령했을 때, 그는 고트족의 모든 재산을 그가 가졌음을 알았다. 1207년에 시칠리아 왕을 섬기는 나폴리의 군대가 도적들의 근거지 역할을 하던 도시와 성벽을 파괴하였다.
쿠마에가 지어졌던 해안가쪽은 제2차 세계대전 기간에 독일군이 엄폐호와 포상으로 사용했다.

## 신화
쿠마에는 쿠마에 무녀가 있는 장소로서 가장 유명할 것이다. 무녀들의 성소는 현재 대중들에게 공개되고 있다.
로마 신화에서는 쿠마에 인근의 화구호 아베르누스에 지하세계로 향하는 입구가 있다고 하며, 아이네이아스가 지하세계로 내려가기 위해 사용한 길이였다.

## 쿠마(에) 교구
소아시아에 있는 동명의 도시 쿠마 (아이올리스)와 혼동 주의
주교구가 450년 경에 세워졌다. 700년에 폐지가 된 미세노 교구 지역 지역을 흡수했다.
1207년에 쿠마에 교구가 폐지되면서, 지역이 나뉘어 아베르사 교구와 포추올리 교구에 합병되었다.

### 담당 주교
- 성 마센치오 (Saint Massenzio, 300년? – ?)
- 라이날도 (Rainaldo, 1073년? – 1078년?)
- 조반니 (Giovanni, 1134년? – 1141년?)
- 그레고리오 (Gregorio, 1187년? – ?)
- 레오네 (Leone, 1207년? – ?)

### 명목 교구
1970년에 쿠마에 교구는 라틴 교회의 명목 교구로서 복구되었다.
현재까지 다음의 재직자가 있었다:
- 명목 주교 루이 마리 조제프 드 쿠레주 뒤토 (Louis-Marie-Joseph de Courrèges d’Ustou, 1970년.09월.02일 – 1970년.12월.10일)
- 명목 대주교 에도아르도 페코라이오 (Edoardo Pecoraio, 1971년.12월.28일 – 1986년.08월.09일)
- 명목 주교 훌리오 마리아 엘리아스 몬토야 (Julio María Elías Montoya), 작은 형제회 (O.F.M.), 엘베니 대목구 (볼리비아)의 대리 (1986년.11월.17일 – ...).

## 갤러리

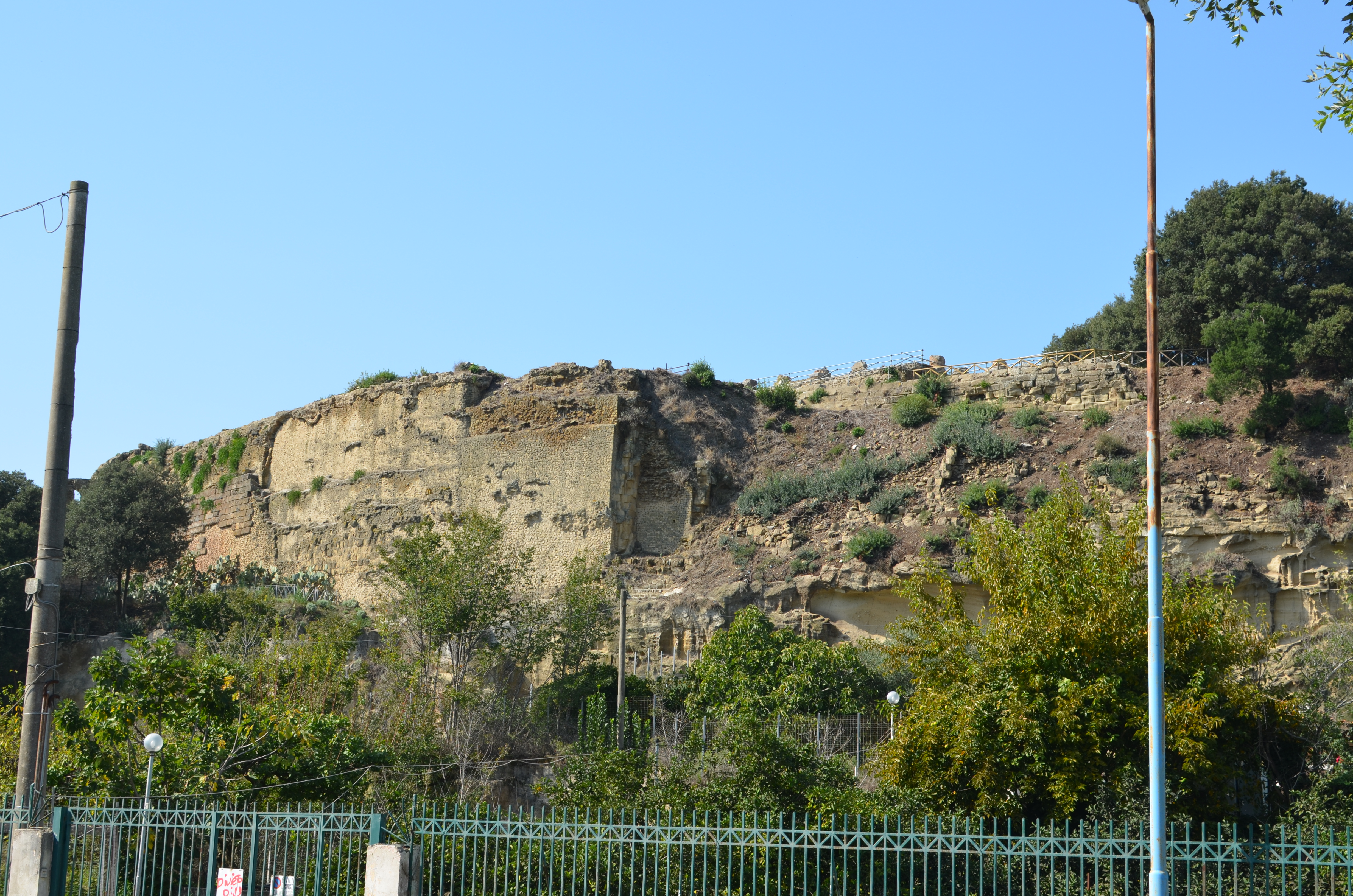
쿠마에 아크로폴리스의 성벽
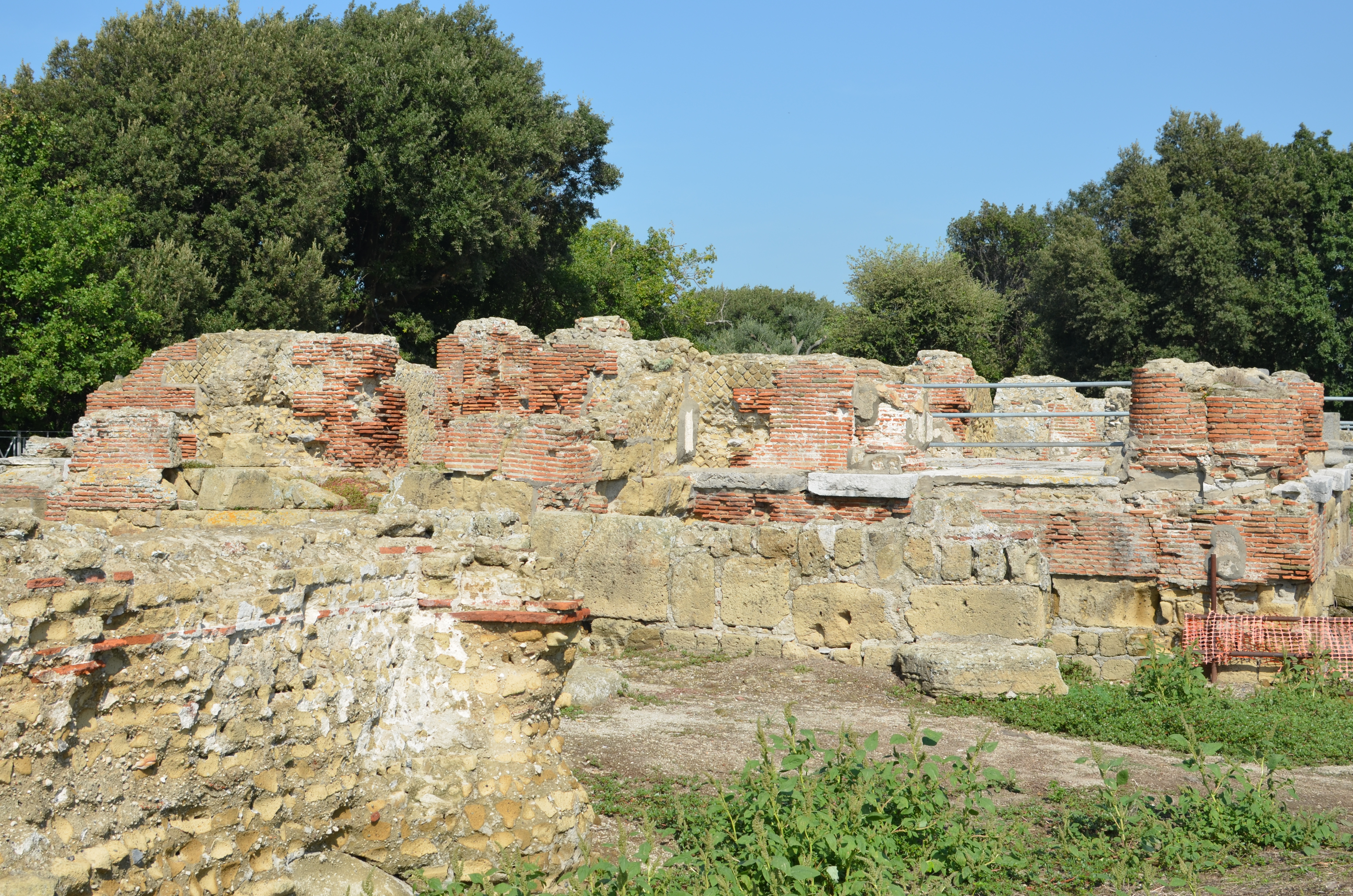
아폴론 신전
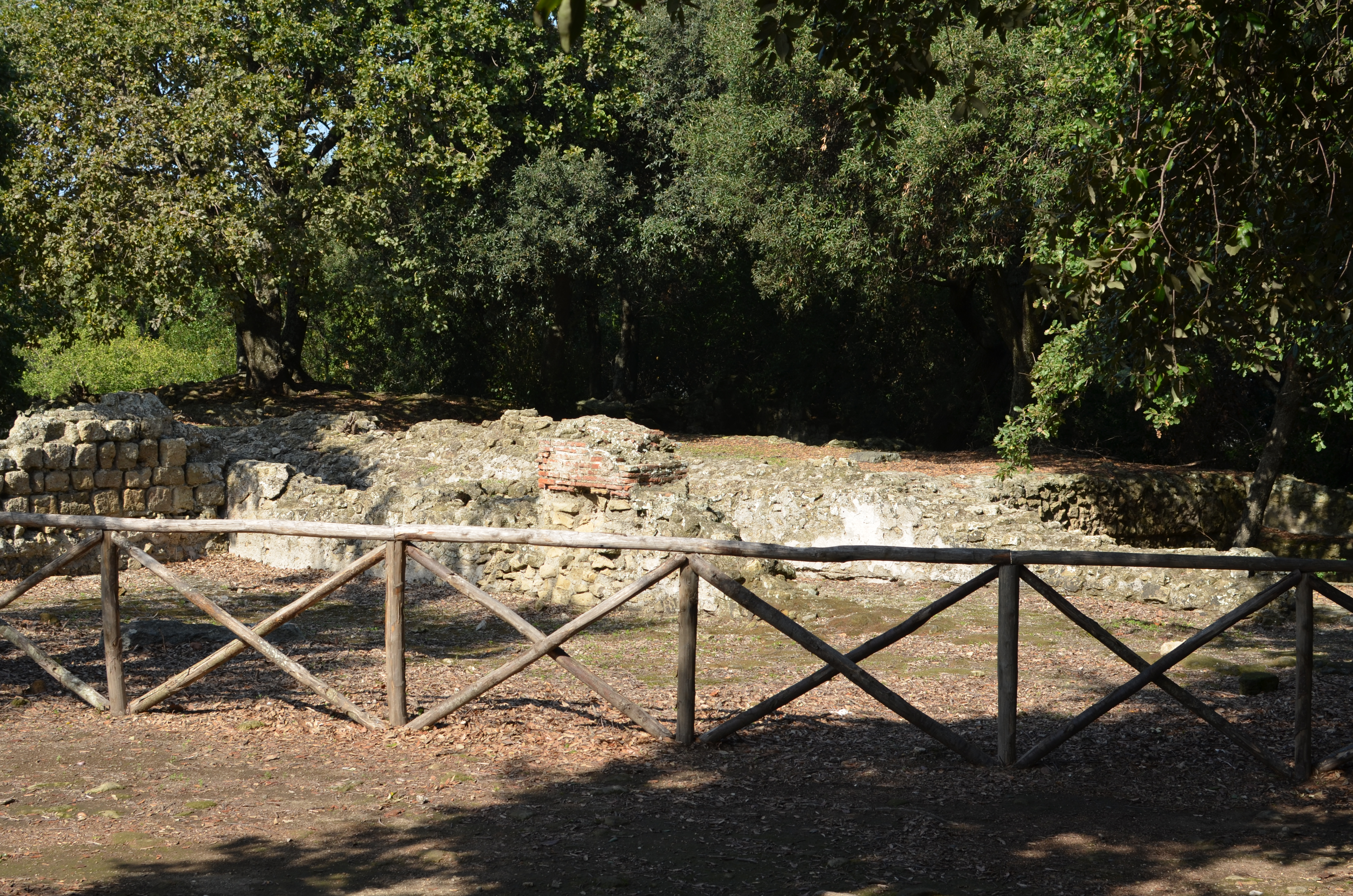
디아나 신전
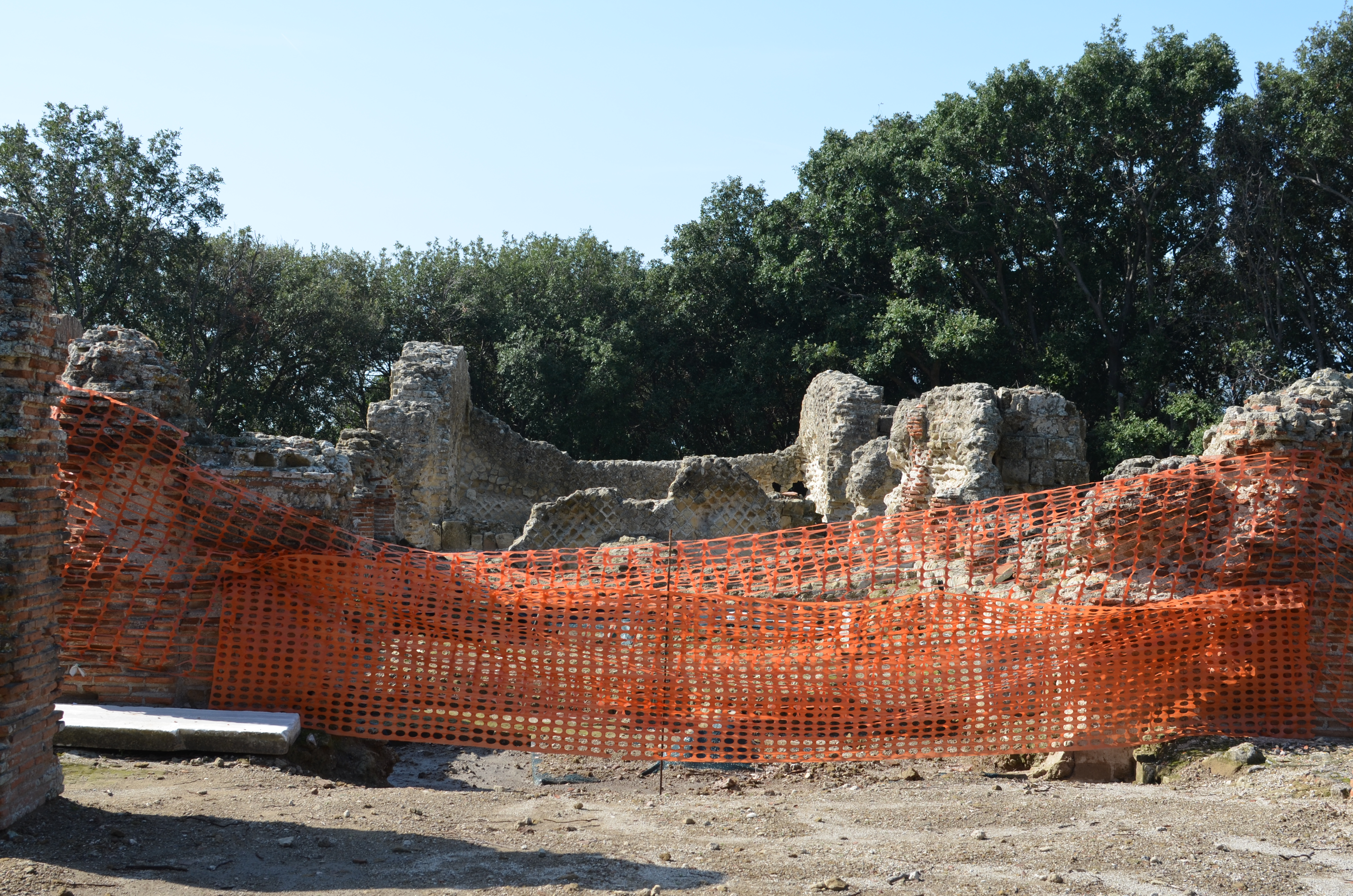
제우스 신전
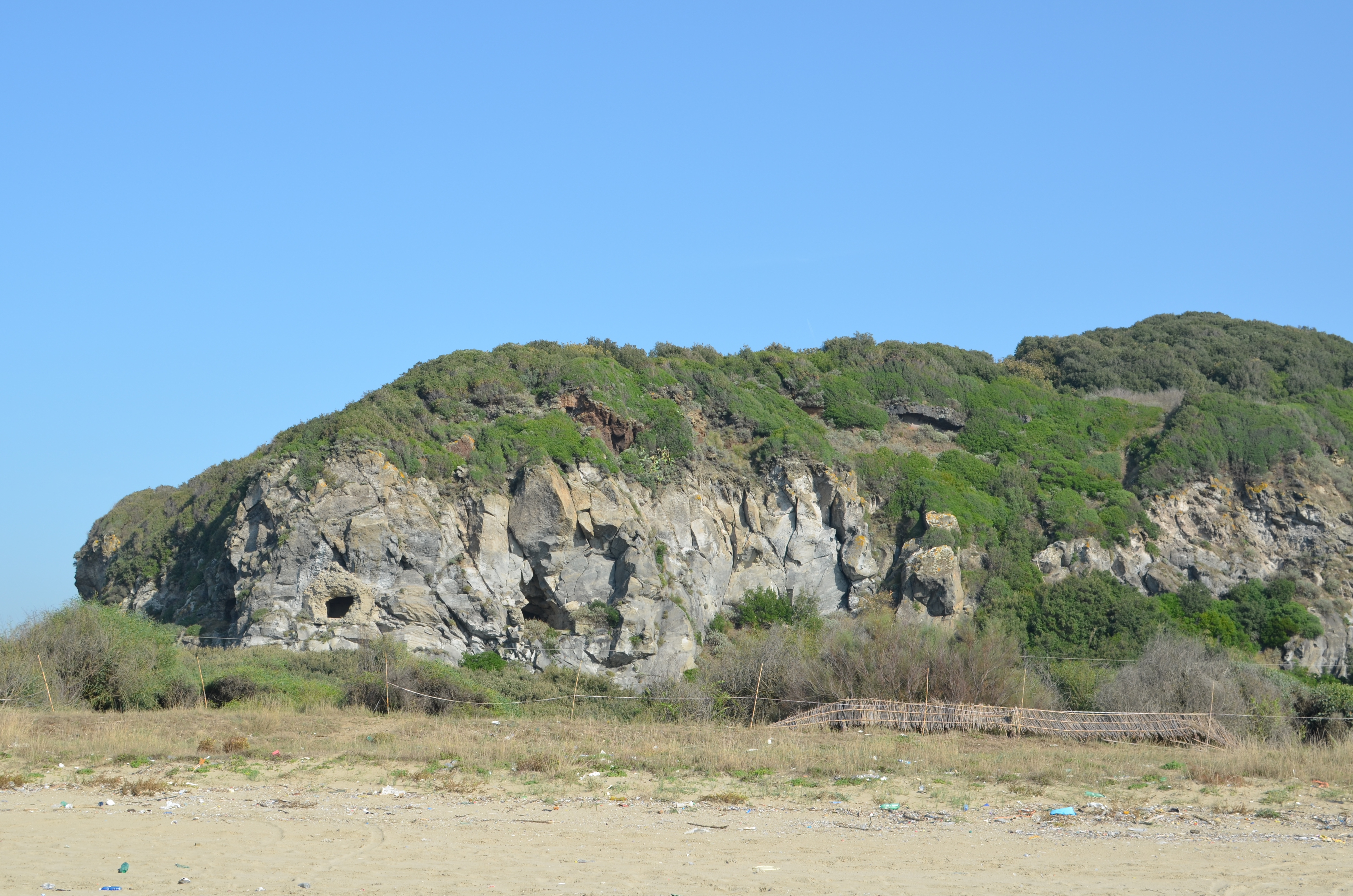
서쪽에서 바라본 아크로폴리스